# 三保飛行場
三保飛行場（日语：／ Miho hikōjō */?）是一座位於日本靜岡縣靜岡市清水區的飛行場。在日本的空港法裡，被歸類為「其他機場」。

## 概要

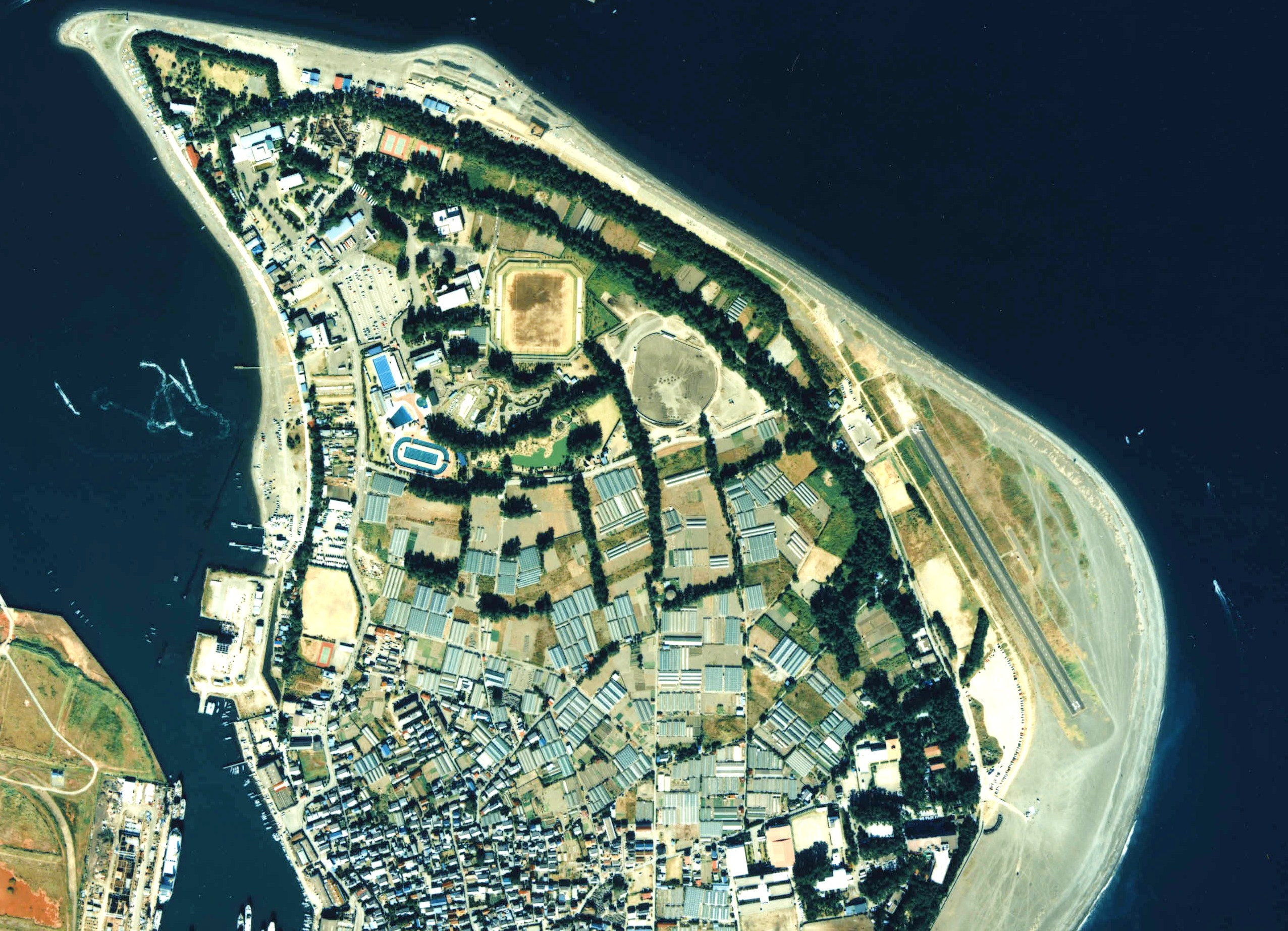
三保半島接近前端的空拍圖。圖片右側沿著海岸的是三保飛行場的跑道（1988年攝影）。
由國土交通省國土圖像情報製成。

由社團法人日本飛行聯盟經營，主要作為靜岡縣與紅十字飛行隊的訓練飛行場。若要起降使用，必須是日本飛行聯盟會員且在紅十字飛行隊登錄，飛行計畫則須向東京航空局東京空港事務所申請。

## 地址
- 靜岡縣靜岡市清水區三保